# Улица Благоева (Санкт-Петербург)

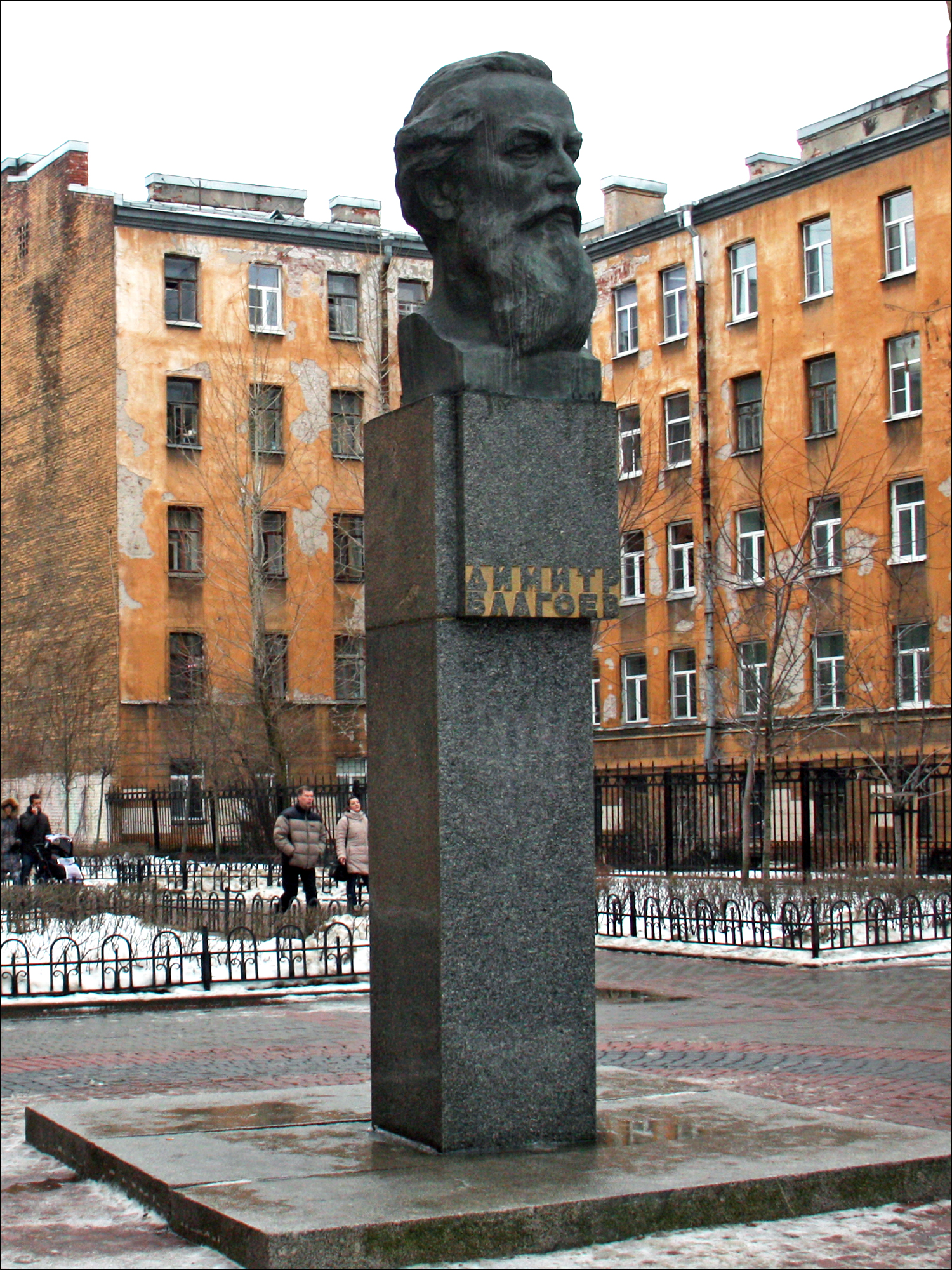
Бюст Димитра Благоева

У́лица Благо́ева — улица в Петроградском районе Санкт-Петербурга. Проходит от Съезжинской улицы до Введенской улицы. Участок от улицы Лизы Чайкиной до Введенской улицы является пешеходным.

## История
До 1964 года проезд не имел названия. 16 января 1964 года получил название улица Благоева, в честь Димитра Благоева, политического деятеля России и Болгарии, основателя Болгарской коммунистической партии. Благоев жил поблизости по адресу Введенская улица дом 14.

## Достопримечательности
- Бюст Димитра Благоева (у пересечения с Введенской улицей)
- Детский дом (Съезжинская улица, 26)
- Специальная (коррекционная) общеобразовательная школа (VII вида) № 3 (Введенская улица, 15)

## Примечательные здания
- Дом 3 / ул. Лизы Чайкиной, д. 17 — построен в 1910 году архитектором Д. А. Крыжановским для Ивана Михайловича Дыро. Стиль северный модерн. В доме жил режиссёр, художник и драматург А. Я. Алексеев-Яковлев[2].